# Červený kříž (přírodní rezervace)
Přírodní rezervace Červený kříž byla vyhlášena roku 1989 a nachází se zhruba 1,5 km severozápadně od obce Nový Jáchymov. Důvodem ochrany je subkontinentální doubrava s bohatou květenou.